# Dušan Petrač
Dušan Anton Petrač, slovenski fizik, * 28. januar 1932, Kropa, † 11. maj 2023, ZDA
Obiskoval je Gimnazijo Kranj, kjer je leta 1951 maturiral in nato končal študij fizike na Univerzi v Ljubljani. Po končanem študiju se je zaposlil kot profesor fizike na kranjski gimnaziji, kmalu zatem pa odšel v ZDA, kjer je doktoriral na Univerzi Kalifornije v Los Angelesu.
Do upokojitve leta 2012 je bil zaposlen v Laboratoriju za reaktivni pogon ameriške vesoljske agencije NASA v Pasadeni. NASA mu je podelila naziv »Ambasador Osončja«. Bil je častni član Inženirske akademije Slovenije in častni meščan Kranja (2007).
Redno je obiskoval Slovenijo, ob tej priliki predaval na šolah, fakultetah in inštitutih. Bil je tudi član Slovenske demokratske stranke.

## V medijih
- Mojca Vizjak Pavšič: Kropar, "prva rezerva" za polet v vesolje : slovenski znanstvenik prof. dr. Dušan Petrač sodeluje pri poskusih, ki jih opravlja NASA. Teleks, 24. nov. 1983.
- Mojca Vizjak Pavšič: Dr. Dušan Petrač, fizik nizkih temperatur. Tromba, 9. nov. 2016, http://www.tromba.si/dr-dusan-petrac-fizik-nizkih-temperatur/.